# Фернанделька

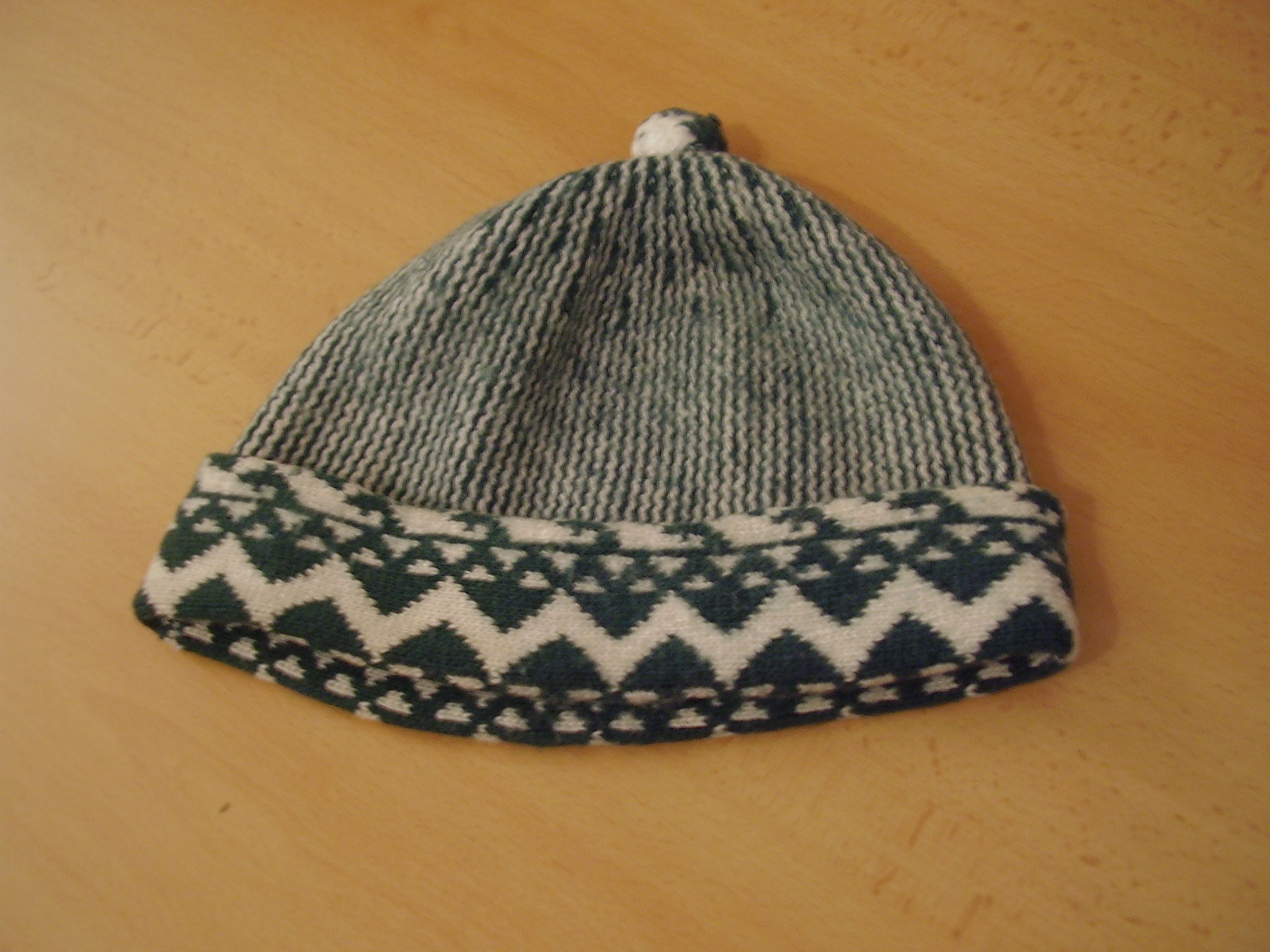
Шапка типа «змиёвка» с помпоном

Фернанде́лька — неофициальное название вязаной шапки с содержанием шерсти до 93%, выпускавшейся в Чехословакии. Модель шапки была разработана фирмой Tonak в 1950—1960-е годы. Шапка могла иметь вязаный козырёк с жёсткой вставкой и помпон, однако были и разновидности без того и другого. Отличительной чертой шапки был характерный зигзагообразный геометрический узор, расположенный на отвороте (обычно чёрно-белого цвета, но существуют и другие цветовые варианты).
Шапки-фернандельки получили популярность в позднем СССР, в том числе среди членов молодёжных группировок. В конце 2023 года интерес к шапке вновь вспыхнул в России в связи с феноменальным успехом сериала «Слово пацана», ряд персонажей которого носят данный головной убор.

## Названия

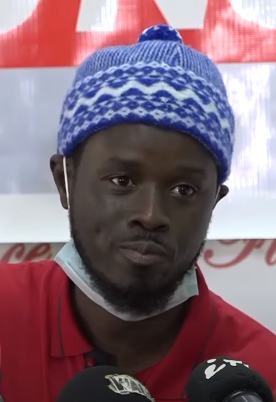
Сенегальский политик Бассиру Диомай Фай в фернандельке на пресс-конференции, 2020 год

Название «фернанделька» шапка предположительно получила в честь французского комедийного актёра Фернанделя, персонаж которого в одном из фильмов появился на экране в похожей шапке. Нарочито исковерканный вариант этого названия «фирманделька» показывал «фирменность» шапки. У шапки имелись и другие названия. Так, её могли называть:
- «змиёвка» — из-за узора, похожего на зигзагообразный рисунок на теле гадюки (как zmijovka или hadovka шапка была известна и в Чехословакии — оба слова обозначают змею[1][4][5]);
- «карандаш» — из-за того, что узор на ней напоминал также заточенный грифель карандаша[1][4];
- «лопата» — из-за наличия козырька[1][4];
- «казанка» — из-за популярности у сформировавшихся в 1980-е годы ОПГ, в том числе казанских молодёжных банд[1][2];
- а также «вальтовка» или «монголка»[4].

## История
Происхождение змеевидной шляпы неясно, и существует несколько теорий на этот счет (например, из Греции или Австро-Венгрии). На чешскиъ и словацких землях её традиционно носили мясники для защиты от холода на бойнях и мясокомбинатах, но она была популярна и в чешской деревне в целом. Однако носить её стали в больших масштабах только после Второй мировой войны в тогдашних социалистических странах. 
Первой начала производить змиёвку южночешская компания Fezko (или Fezco), основанная в 1812 году. Изначально она занималась производством фесок и была их крупнейшим поставщиком в Османскую империю, однако после запрета этого головного убора Кемалем Ататюрком Fezko пришлось переориентироваться на другую продукцию. Со временем компанию Fezko приобрели иностранные владельцы, и в 2011 году управление взяла на себя международная группа Johnson Controls; с тех пор бренд работает под управлением шляпной компании Tonak (основанной в 1799 году). 

## Популярность
Фернанделька была популярной не только в СССР. Так, её носил словацкий политик Ян Будай, во время Бархатной революции в ноябре 1989 года выступавший в ней на трибуне. В результате у шапки возникло ещё одно название «будайка», а ношение такой шапки приобрело политический окрас в качестве символа диссидентства.

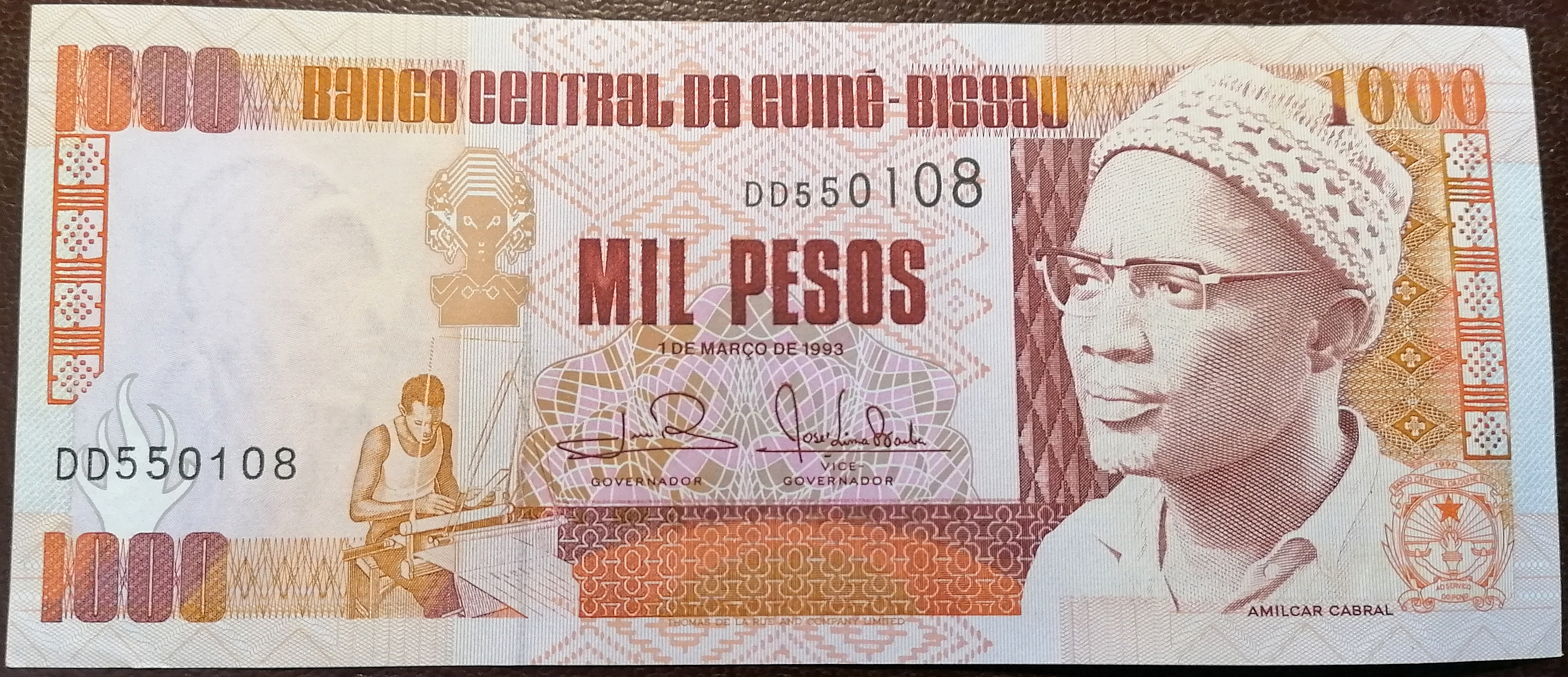
Амилкар Кабрал в «фернандельке» на денежной купюре

В шапке-фернандельке без козырька ходил и деятель национально-освободительного движения в Африке Амилкар Кабрал. Во время одного из своих визитов в Чехословакию он, вероятно, посетил фабрику Fezko в Страконице в 1961 году, которая производила шапки с узором в форме змейки, специально адаптированные в основном для рынка мусульманских стран (в узоре отсутствовали типичные кресты). Члены его марксистского движения ПАИГК следом за Кабралом тоже стали носить эти шапки, которые здесь назывались сумбия. 
В настоящее время шапка, пригодная к ношению там, где есть заметные перепады температур между днём и ночью, остаётся популярной в Сенегале и Нигерии: в 2015 году фирма Tonak продала туда 220 тысяч штук. В Западной Африке «психоделические» радужные цветовые схемы восторжествовали над традиционными двухцветными.
В последние годы змиёвка переживала возрождение популярности как на родине, так и за рубежом. Она фигурировала на персонажах в ряде фильмов, включая «Деревенька моя центральная», её видели на знаменитостях, от панк-фолк-аккордеониста Джима Черта до бывшего премьер-министра Владимира Шпидлы. 
Шапки-фернандельки были использованы при съёмках вышедшего в 2023 году сериала «Слово пацана. Кровь на асфальте», посвящённого казанским молодёжным группировкам конца 1980-х годов. По словам художницы по костюмам Дарьи Фоминой, фернандельки удалось найти в Набережных Челнах, при этом в начале съёмок их было 25 штук, а под конец осталось только 8, поскольку часть оказалось потеряна или раздарена. Журнал Psychologies включил название «фернанделька» в число пяти слов, которые стали популярны после сериала «Слово пацана» (наряду со словами «чушпан», «казанский феномен», «Пыяла» и «ПДН»). В свою очередь, издание News.ru поместило фернандельку — наряду с меховой шапкой, мохеровым шарфом, капроновыми колготками, портфелем и прочим — в список из десяти вещей, показанных в сериале, «которые были у каждого в СССР».